# Les Esglésies
Les Esglésies, les Iglésies en la parla local, és un poble del municipi de Sarroca de Bellera, a la comarca del Pallars Jussà. Formava part del terme primitiu de Sarroca de Bellera des del 1847.

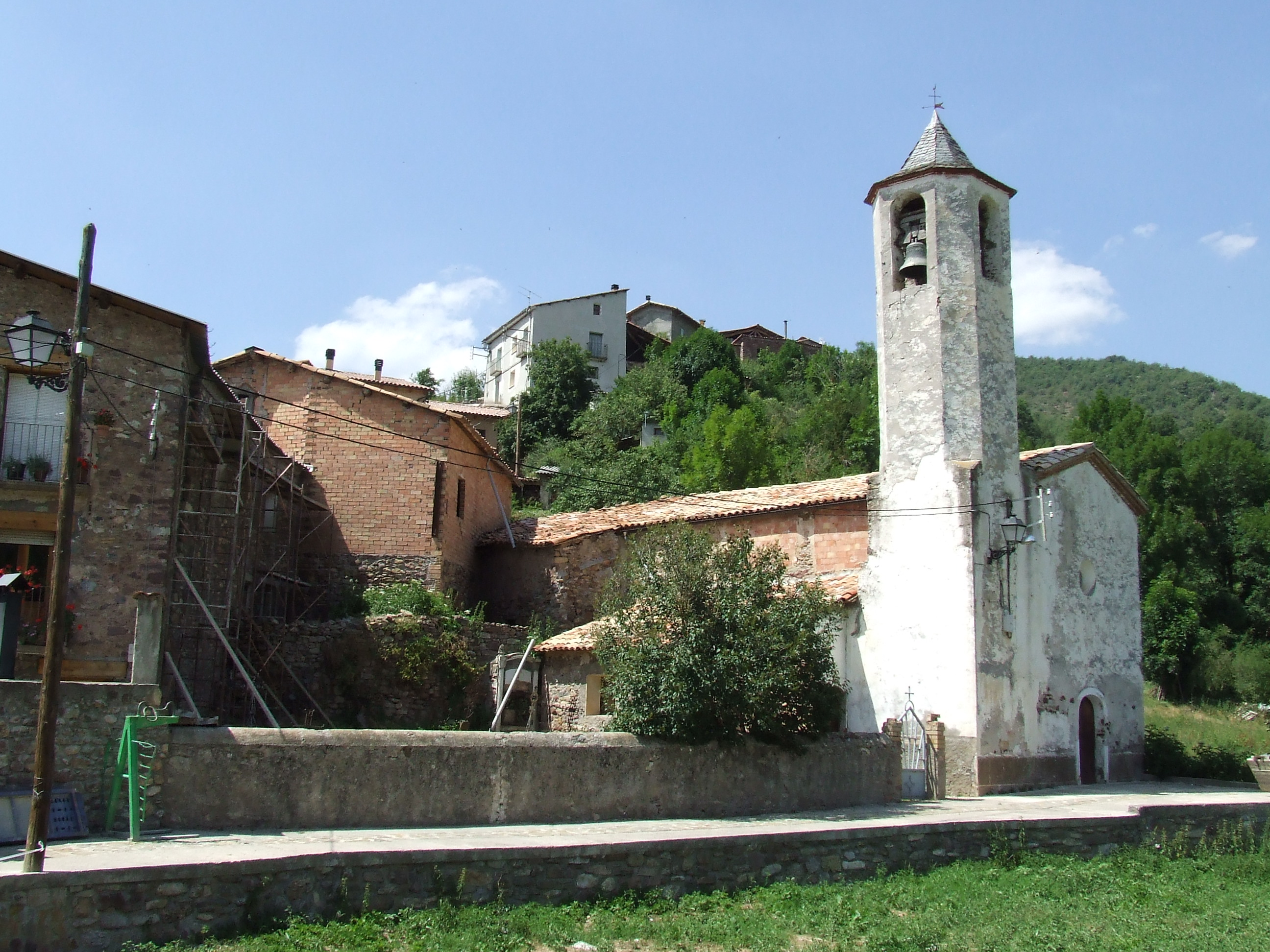
L'església de Sant Joan Baptista

Està situat a més de tres quilòmetres en línia recta al nord-oest del seu cap de municipi. Per poder-hi accedir, des de Sarroca de Bellera cal seguir cap al nord-oest la carretera L-521, al cap d'un quilòmetre, quan està a punt d'entroncar amb la N-260, surt cap al nord una pista rural asfaltada que mena a Xerallo, Castellgermà i les Esglésies, on s'hi arriba al cap d'uns 3 quilòmetres.
El poble és actualment allargassat, amb l'extrem septentrional que s'enfila muntanya amunt. La part alta devia ser el nucli primigeni i s'hi conserven elements que fan pensar en un primitiu nucli clos encara que molt desvirtuats pel pas dels segles, sobretot a causa de l'extensió del poble cap al pla, a migdia.
Les Esglésies té l'església parroquial dedicada a Sant Joan Baptista, sufragània de la parròquia de Perves.

## Història
Es diu que els fundadors de les Esglésies eren dos germans procedents de Castellgermà, que el segle xvi construïren Casa Batlle, la més antiga del poble, en la qual hi ha des de 2009 una casa d'allotjament rural.

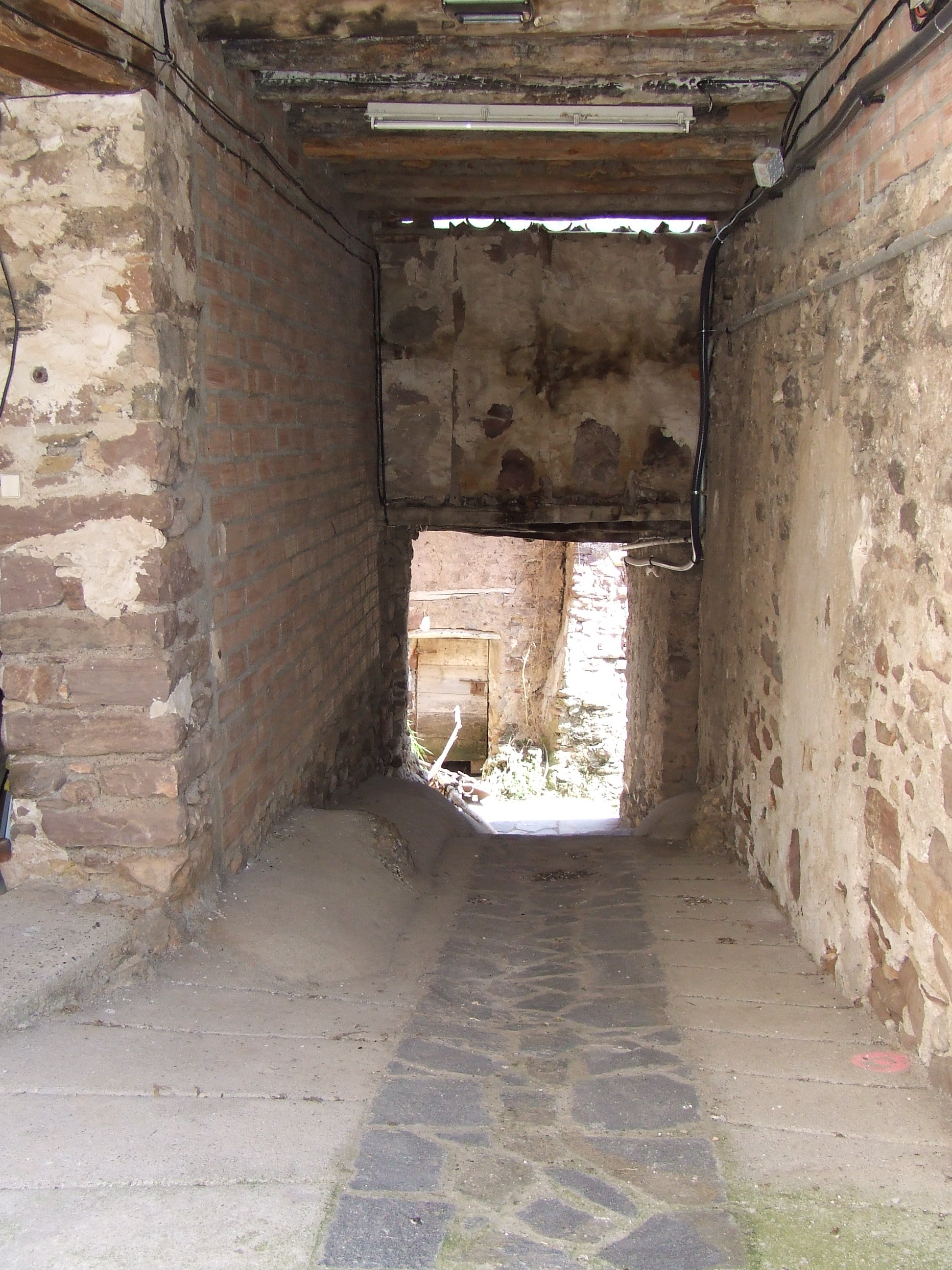
Antic portal d'accés al poble superior

Iglesias fou un dels molts pobles pallaresos que el 1812 tingueren ajuntament propi, a ran del desplegament dels preceptes de la Constitució de Cadis, però que el perdé el 1847, ja que no arribava al mínim de 30 veïns (caps de família) que exigia la llei municipal del 1845. Així, el febrer del 1847 fou agregat a Sarroca de Bellera, juntament amb La Bastida de Bellera, i entre els tres pobles i la caseria de Vilella sumaren els 36 veïns requerits.
Fins al 1831, any d'extinció dels senyorius, les Esglésies pertangué als barons, després comtes, d'Erill.
El 1970 les Esglésies tenia encara 69 habitants, que havien baixat a 33 el 1981 i a 20 el 1993. El 2005 en tenia 22, només dos menys que el cap de municipi.

## Festes i tradicions
Les Esglésies és dels pobles que surten esmentats a les conegudes cobles d'en Payrot, fetes per un captaire fill de la Rua a mitjan segle xix. Deia, en el tros dedicat a les Esglésies:
| «                | Ja feve vint-i-dos dies que al Payrot no se'l veié lo trobaren a les Iglésies allí a Casa Castarner. Allí com hi ha dos minyons la digo, digo, digo, allí com hi ha dos minyons l'ensenyen a fer cartrons. | » |
| — Payrot, Cobles | |   |

## Serveis turístics
Les Esglésies és dels pobles pallaresos que té una oferta d'acolliment turistic prou ampla. El càmping Sol i fred, situat a la dreta del Flamisell, ran de riu; els apartaments turístics Apartaments Teulé i les cases d'allotjament rural Casa Batlle, Casa Gironí i Casa Teulé (aquesta darrera posseeix també els apartaments turístics.